# Утакмице фудбалске репрезентације Мађарске 1927.
| Домаћин · 1927 | Гост · 1927 |

Фудбалска репрезентација Мађарске је током 1927. године одиграла седам утакмица. Од седам утакмица на три утакмице је победила и доживела је четири пораза. Утакмицу одиграну 9. октобра против Чехословачке, Фудбалски савез Мађарске је озваничио 2002. године јер до тада се није рачунала као званична утакмица. 
Остало је забележено да је мађарски репрезентативац Јожеф Такач на утакмици против Француске постигао рекордних шест голова. Посебно је интересантно да је Такач II морао да пожури јер је његов клуб, Ференцварош, играо у Араду и желео је да стигне на воз како би могао да заигра барем на утакмици следећег дана и тражио је од савезног селектора да га пусти раније, док му је селектор одговорио да ако буде играо добро неће бити проблема. Такач је постигао шест голва па је отишао неколико минута пре краја меча а његов такси је испратила полиција до железничке станице како би се уверили да је стигао на време. Сутрадан је на утакмици у Араду постигао три гола за свој клуб.
Други репрезентативац, Ђерђ Орт, је имао других проблема, дан после меча се потукао па је завршио у затвору. Овакав прекршај је у то време одмах и на лицу места био санкционисан. 
Савезни селектор националног тима је био:
- Ђула Киш

## Утакмице
| Аустрија                                                              | 6 : 0 (04 : 0) | Мађарска |
| --------------------------------------------------------------------- | -------------- | -------- |
| Јисда 25’ 33’ · Рапан 29’ · Блум 42’ (пен) · Веселив 54’ · Хорват 85’ | Извештај       |          |

| Мађарска                                  | 3 : 0 (2 : 0) | Југославија |
| ----------------------------------------- | ------------- | ----------- |
| Антал Шиклоши 24’ · Орт 34’ · П. Сабо 90’ | Извештај      |             |

| Чехословачка                                                | 4 : 1 (3 : 1) | Мађарска           |
| ----------------------------------------------------------- | ------------- | ------------------ |
| Пуц 17’ · К. Штајнер 25’ (пен) · Ф. Свобода 37’ · Силни 50’ | Извештај      | Иштван Месарош 42’ |

| Мађарска                                                                                              | 13 : 1 (6 : 0) | Француска   |
| --- | -------------- | ----------- |
| Такач 17’ 41’ 60’ 79’ 83’ 85’ · Орт 25’ 26’ · Ђерђ Скварек 30’ 88’ · Кохут 32’ 62’ · Девакез 78’ (аг) | Извештај       | Девакез 80’ |

| Мађарска                                                       | 5 : 3 (2 : 2) | Аустрија                  |
| -------------------------------------------------------------- | ------------- | ------------------------- |
| Такач 18’ · Кохут 27’ · Штрек 51’ · Холцбауер 62’ · Хирцер 67’ | Извештај      | Весели 11’ 84’ · Зигл 13’ |

| Југославија                                                 | 5 : 1 (2 : 0) | Мађарска      |
| ----------------------------------------------------------- | ------------- | ------------- |
| Циндрић 10’ 56’ · Боначић 31’ · Бенчић 70’ · Марјановић 73’ | Извештај      | Јанош Виг 86’ |

| Мађарска | 1 : 2 (0 : 1) | Чехословачка     |
| -------- | ------------- | ---------------- |
| Кохут    | Извештај      | Подразил · Силни |

Састав репрезентације Мађарске на 122. утакмици
Иштван Бенеда, Карољ Фогл, Јожеф Фогл, Ференц Боршањи, Лајош Луц, Габор Обиц, Изидор Ражо, Ђерђ Молнар  41’, Вилмош Дан, Имре Шлосер,
- Замена: Золтан Опата  41’
- Селектор: Ђула Киш[4]

Састав репрезентације Мађарске на 123. утакмици
Реже Сулик, Јанош Хунглер  54’, Ђула Дудаш, Игнац Вернер, Бела Волентик, Јожеф Петер  14’, Јанош Шмит, Јанош Виг, Ђерђ Орт, Антал Шиклоши, Габор П. Сабо
- Замена:  Јожеф Шандор  14’, Золтан Сафка  54’
- Селектор: Ђула Киш[5]

Састав репрезентације Мађарске на 124. утакмици
Ференц Вајнхарт, Карољ Фогл, Јанош Хунглер, Карољ Фурман, Мартон Букови, Габор Обиц, Иштван Месарош  46’, Золтан Опата, Вилмош Дан, Михаљ Патаки, Вилмош Кохут
- Замена: Јожеф Јесмаш  46’
- Селектор: Ђула Киш[6]

Састав репрезентације Мађарске на 125. утакмици
Ференц Вајнхарт, Карољ Фогл, Јожеф Фогл, Ласло Пешовник, Јанош Кевеш (Квас), Бела Ребро, Јанош Шмит, Јожеф Такач  87’, Ђерђ Орт, Ђерђ Скварек  33’, Вилмош Кохут
- Замена: Золтан Опата  33’
- Селектор: Ђула Киш[7]

Састав репрезентације Мађарске на 126. утакмици
Ференц Вајнхарт, Карољ Фогл, Јожеф Фогл, Карољ Фурман, Мартон Букови, Ерне Вамош, Алберт Штрек, Јожеф Такач, Јожеф Холцбауер, Ференц Хирцер, Вилмош Кохут
- Селектор: Ђула Киш[8]

Састав репрезентације Мађарске на 127. утакмици
Карољ Галина, Јанош Нађ, Ђула Дудаш, Ласло Пешовник, Јожеф Крипко  32’, Габор Обиц, Јанош Ремаи, Иштван Месарош, Јанош Шофиан, Шандор Фрелих, Габор П. Сабо
- Замена: Јанош Виг  32’
- Селектор: Ђула Киш[9]

Састав репрезентације Мађарске на 128. утакмици
Игнац Амшел, Карољ Фогл, Јожеф Фогл, Ференц Боршањи, Мартон Букови, Ерне Вамош, Алберт Штрек, Калман Конрад, Ђерђ Орт, Ференц Хирцер, Вилмош Кохут
- Селектор: Ђула Киш[10]

## Играчи репрезентације
| - Јожеф Такач - Ђерђ Орт - Алберт Штрек - Ференц Хирцер - Карољ Фогл - Габор Обиц - Имре Шлосер - Јанош Шмит - Јанош Хунглер - Карољ Фурман - Мартон Букови - Михаљ Патаки - Калман Конрад |